# Capromoréline
 (février 2025).
La capromoréline, vendue notamment sous le nom de marque Eluracat, est un médicament utilisé pour la gestion de la perte de poids chez les chats et les chiens,. La capromoréline est un agoniste du récepteur de la ghréline connu pour augmenter l'appétit et la prise de poids. 
La capromoréline a été développée par Pfizer,.  
La capromoréline a été approuvée pour un usage vétérinaire aux États-Unis en mai 2016. Il s’agit du deuxième médicament approuvé pour la gestion de la perte de poids chez les chats et du premier médicament approuvé spécifiquement pour la gestion de la perte de poids chez les chats atteints d’une maladie rénale chronique.

## Recherche
La capromoréline agit en stimulant la sécrétion d'hormone de croissance et en tant que mimétique de la ghréline, ce qui amène le corps à sécréter l'hormone de croissance. Des études ont montré que le médicament augmente directement les niveaux d'IGF-1 et d'hormone de croissance.
Dans un essai d'un an (débutant en 1999) avec 395 personnes âgées de 65 à 84 ans, les patients qui ont reçu le médicament ont gagné en moyenne 1,4 kg de masse corporelle maigre au cours des six premiers mois et étaient également mieux capables de marcher en ligne droite lors d'un test d'équilibre, de force et de coordination. Après 12 mois, les patients recevant de la capromoréline ont également eu une meilleure capacité à monter les escaliers ; cependant, les résultats n'étaient pas suffisamment bons pour poursuivre l'essai pour la deuxième année prévue.
En 2017, les études sur la capromoréline chez l'homme ont été interrompues.

## Utilisations vétérinaires
La capromoréline est indiquée pour la gestion de la perte de poids chez les chats et les chiens. 